# Horodnja
Horodnja (in ucraino Городня?; in russo Городня?, Gorodnja) è una città ucraina (11 506 abitanti) nel distretto di Černihiv, nell'oblast' di Černihiv. Ospita l'amministrazione della comunità territoriale di Horodnja, una delle comunità territoriali dell'Ucraina.
Fino al 18 luglio 2020  orodnja è stata il centro amministrativo del distretto di Horodnja, abolito come parte della riforma amministrativa dell'Ucraina, che ha ridotto a cinque il numero dei distretti dell'oblast' di Černihiv. L'area del distretto di Horodnja è stata fusa nel distretto di Černihiv.
Horodnja è stata occupata dalla Russia durante l'invasione russa dell'Ucraina del 2022.